# Great Ashfield Castle Hill
Great Ashfield Castle Hill är ett slott i Storbritannien.   Det ligger i grevskapet Suffolk och riksdelen England, i den sydöstra delen av landet, 110 km nordost om huvudstaden London. Great Ashfield Castle Hill ligger 62 meter över havet.
Terrängen runt Great Ashfield Castle Hill är platt. Runt Great Ashfield Castle Hill är det ganska tätbefolkat, med 104 invånare per kvadratkilometer. Närmaste större samhälle är Bury St Edmunds, 14,2 km väster om Great Ashfield Castle Hill. Trakten runt Great Ashfield Castle Hill består till största delen av jordbruksmark.